# 장우수
장우수(1984년 1월 16일 ~ )는 대한민국의 뮤지컬 배우 겸 가수이다. 2005년 1집 정규 앨범 3.14 Circle Ratio를 발매하고 데뷔하였다.

## 음반 목록
- 2005: 《3.14 Circle Ratio》
- 2016: 《From. (그대 후 사랑에게》
- 2017: 《사랑, 너》

## 뮤지컬
- 2011: 《스프링 어웨이크닝》
- 2011: 《궁》
- 2012: 《파리의 연인》
- 2012: 《내사랑 내곁에》
- 2013: 《포에틱 (Poetic) Workshop》
- 2013: 《트라이앵글》